# Moslim Televisie en Radio Omroep
De Moslim Televisie en Radio Omroep (MTRO) was een Belgische Nederlandstalige radio- en televisieomroep.

## Historiek
De eerste uitzending van de televisieomroep vond plaats op 18 september 2011, de eerste radio-uitzending op 30 september. In januari was dat jaar was de zender erkent als 'levensbeschouwelijke derde'. De MTRO zond jaarlijks vier uur televisie uit en zeven uur radio in het kader van de 'uitzendingen door derden'. De eerste twee reportages handelden respectievelijk over de Ramadan en de erkenning van de Islam in België in de jaren 70.
In 2015 werd door toenmalig Vlaams minister van Media Sven Gatz (Open Vld) besloten de uitzendingen van levensbeschouwelijke derden stop te zetten op 31 december 2015.